# Odysseus Velanas
Odysseus Velanas (* 5. Juni 1998 in Samos, Griechenland) ist ein niederländischer Fußballspieler griechischer Herkunft.

## Karriere

### Verein
Velanas hatte mit dem Fußballspielen in Zeist in der Provinz Utrecht bei VV Jonathan begonnen, ehe er in die Jugendakademie des FC Utrecht (FC Utrecht Academie) wechselte. Ab August 2016 spielte er für die Reservemannschaft Jong FC Utrecht in der zweiten Liga und debütierte ein Jahr später für die erste Mannschaft in der Eredivisie. Für die Profis absolvierte er in der Saison 2017/18 zwei Partien und kam ansonsten für Jong FC Utrecht zum Einsatz. Nachdem er in der Hinrunde der Saison 2018/19 zu keinem Einsatz für die Profimannschaft gekommen war, wurde er Ende Januar 2019 an den Zweitligisten Helmond Sport verliehen. Velanas zog sich in seinem vierten Ligaspiel am 22. Februar 2019 eine Oberschenkelverletzung zu und fehlte bis zum 26. Spieltag. Bis zum Ende der Saison kam er zu insgesamt sechs Einsätzen. Im Sommer 2019 kehrte Velanas zum FC Utrecht zurück, kam dort in den anschließenden zwei Spielzeiten jedoch erneut fast ausschließlich – mit Ausnahme einer Partie in der Eredivisie im Mai 2021 – in der zweiten Mannschaft in der zweiten Liga zum Einsatz.
Im Sommer 2021 schloss er sich dem Zweitliga-Konkurrenten NAC Breda an, bei dem er in der folgenden Saison 2021/22 mit zehn Toren in 30 Spielen der zweitbeste und anschließend 2022/23 mit 14 Toren in 30 Spielen der beste Torschütze seiner Mannschaft wurde, in beiden Jahren jedoch in den Playoff-Spielen am Aufstieg scheiterte. Im Juli 2023 wechselte er zum Eredivisie-Aufsteiger PEC Zwolle.

### Nationalmannschaft
Odysseus Velanas lief 2015 einmal für die niederländische U17-Nationalmannschaft und von 2015 bis 2017 für die niederländische U18 und die U19 auf.